# Karyna Gomes
Pour les articles homonymes, voir Gomes.
Karyna Gomes, née à Bissau le 13 février 1976, est une chanteuse, journaliste et cofondatrice du mouvement pacifiste Miguilan ou Minjderis di Guinea No Lanta (en français, Femmes de Guinée-Bissau, levons-nous). Elle mène de front une carrière de chanteuse mais aussi de journaliste et de militante. En 2021, elle prend en charge la coordination du premier projet de journalisme en créole (capverdien et guinéen) développé par le journal en ligne Mensagem de Lisbonne.

## Biographie
Née à Bissau le 13 février 1976, fille d'un père bissao-guinéen et d'une mère capverdienne,, elle commence sa carrière musicale en 1997 dans la chorale brésilienne de gospel Rejoicing Mass à São Paulo, ville où elle étudie le journalisme,.
En 2001, elle revient en Guinée-Bissau, où elle travaille comme journaliste pour la RTP, mais aussi dans d’autres médias, tels que des radios locales en Guinée-Bissau, A Semana au Cap-Vert, et l'Associated Press.
Elle se consacre à nouveau à la création musicale  en 2005, lorsqu'elle rejoint l'orchestre Super Mama Djombo et effectue plusieurs tournées avec ce groupe.
Elle s'installe au Portugal en 2011. Elle y sort son premier album, Mindjer. La sortie de l'album est suivie de plusieurs tournées internationales.
En 2014, elle reçoit un prix dédié aux interprètes exceptionnels par le gouvernement de Guinée-Bissau.
En 2015, en désaccord avec le président guinéen de l'époque, José Mário Vaz, au sujet de la démission du gouvernement élu, elle cofonde Miguilan ou Minjderis di Guinea No Lanta (en français, Les femmes de Guinée-Bissau se lèvent), une organisation de la société civile guinéenne composée exclusivement de femmes dont le travail se concentre sur les questions de paix, de stabilité et de légalité en Guinée-Bissau, en portant les questions de bonne gouvernance, de démocratie, de droits de l'homme et de droits des femmes dans le débat national, et en dénonçant les décisions et les pratiques dans le pays qui portent atteinte à la démocratie et à l'État de droit.
En 2019, elle est distinguée par les African Entertainment Awards USA (en) comme meilleure artiste féminine des pays africains lusophones.
En 2021, elle sort son deuxième album, N'Na.
En 2021 également, en tant que journaliste, elle prend aussi en charge la coordination du premier projet de journalisme en créole (capverdien et guinéen) développé par un média portugais, Mensagem. Le projet de journal en ligne est réalisé en partenariat avec le site Lisboa Criola de Dino D'Santiago. Ce projet est l'un des 12 sélectionnés par le programme européen Newspectrum pour recevoir une subvention.